# تاراس چوبای
تاراس چوبای (اوکراینی: Тарас Григорович Чубай؛ زادهٔ ۲۱ ژوئن ۱۹۷۰) شاعر، آهنگساز، خواننده، و گیتارنواز اهل اوکراین است.